# PAW-20 Neopup
PAW-20 «Neopup» — самозарядний напівавтоматичний ручний гранатомет, створений фірмою Gemaco Elbree Pty Ltd. Просування ринку та продажу PAW-20 здійснює південноафриканська військова корпорація Denel. Боєприпаси 20×42B мм — осколково-фугасні запальні з трасером і без (ОФЗ та ОФЗТ), бронебійно-розривні (БР). Використовуються уніфіковані 20-мм снаряди Denel патрона 20×82 мм, зазначених типів, споряджені в сталеву гільзу з донним упором (кільцевим виступом, belted), що має невелику довжину в 42 мм (20x42B).

## Принцип роботи
Автоматика гранатомета працює подібно до дробовиків Benelli. При пострілі віддача штовхає замкнений стовол назад, а затворна рама прагне залишитися на місці. При цьму закритий затвор входить глибше в затворну раму. Спереду затворної рами над затвором розташований шток, підпружений двома дуже потужними пружинами. Коли затвор за рахунок віддачі входить в затворну раму, ствольна коробка тисне на шток, стискаючи пружини. Через якийсь час пружини долають інерцію затворної рами і штовхають її назад досить сильно, щоб відімкнути поворотний затвор, викинути гільзу, надіслати патрон і замкнути затвор.
PAW-20 «Neopup» оснащений пістолетною рукояткою керування вогнем, встановленою на правому боці. Стріляє одиночними пострілами. Зброя має дві напрямні - планки Пікатінні - для кріплення оптичного або нічного прицілу.